# قيرا (إقليم)
قيرا إقليم من ضمن 23 إقليم لدولة تشاد، أُنشئ في عام 2002 من محافظة قيرا السابقة. عاصمة الإقليم هي مونغو. اعتبارًا من 2009 ، كان عدد سكان الإقليم 553795 نسمة.

## جغرافية
ويحد الإقليم إقليم البطحة من الشمال، وإقليم سيلا وإقليم سلامات من الشرق، وإقليم شاري الأوسط من الجنوب، وإقليم شاري باقرمي وإقليم حجر لميس من الغرب. يحتوي الإقليم على العديد من المناطق الجبلية، مثل كتلة كادم وكتلة قيرا، والتي تتكون الأخيرة من الجرانيت التي شُرحت بواسطة العديد من جيوب الدولاريت النافذة.
يتلقى إقليم قيرا أمطاراً سنوية تبلغ 744 مليمتر (29.3 بوصة). الإقليم هو الإقليم الرئيسي المنتج للزراعة في البلد بأكمله، وينتج القطن والفول السوداني، وهما المحصولان النقديان الرئيسان في البلاد، وكذلك الأرز.
يقع نصف منتزه زكوما الوطني داخل الإقليم.

## التقسيمات الفرعية

### المحافظات
ينقسم إقليم قيرا إلى أربعة محافظات، وهي:
- قيرا (العاصمة: مونغو )
- بحر سينياكا (العاصمة: ملفي )
- أبو تويور (العاصمة: بيتكين)
- مانقالمي (العاصمة: مانقالمي)

### المحافظات الفرعية
مونغو هي عاصمة الإقليم. المحافظات الفرعية هي:
- بانج بانج
- بارو
- بيتشوتشي
- بيتكين
- شنقويل
- إيف
- كوكا مارجني
- مانقالمي
- ملفي
- موكوفي
- نيرجي

### الإدارة
كجزء من اللامركزية في فبراير 2003، تم تقسيم البلاد إداريًا إلى أقاليم ومحافظات وبلديات ومجتمعات ريفية. أعيد تعيين المحافظات التي كانت في الأصل 14 في 17 إقليم. ويدير المناطق محافظون يعينهم الرئيس. ولا يزال المحافظون، الذين حملوا في الأصل مسؤولية المحافظين الأربعة عشر، يحتفظون بالألقاب وكانوا مسؤولين عن إدارة الأقسام الأصغر في كل إقليم. يُنتخب أعضاء المجالس المحلية كل ست سنوات، بينما تُنتخب الأجهزة التنفيذية كل ثلاث سنوات.

## التركيبة السكانية
حسب تعداد عام 2009، كان عدد سكان الإقليم 795 553 نسمة، 51.8 في المائة من الإناث. متوسط حجم الأسرة اعتبارًا من 2009 كان 5.2 الناس: 5.2 في الأسر الريفية و 5.3 في المناطق الحضرية. بلغ عدد الأسر 106348 أسرة: 91.557 في الريف و 14791 في الريف. بلغ عدد البدو في الإقليم 417 15 (4 في المائة من السكان). كان هناك 552378 شخص يقيمون في منازل خاصة. كان هناك 239451 فوق سن 18 سنة: 107.285 من الذكور و 132166 من الإناث. كانت نسبة الجنس 93 أنثى مقابل كل مائة من الذكور. كان هناك 538,378 من الموظفين المستقرين، يشكلون 5 في المائة من السكان.
اعتبارا من عام 2016، كان عدد سكان إقليم قيرا 564,910. كان هناك 1116 قرية في عام 2016.

### جماعات عرقية
تنقسم المجموعات الإثنية اللغوية الرئيسية بشكل عام إلى مجموعات عربية مثل البقارة، والعربية التشادية بشكل عام (21.11 ٪)، ومجموعة متنوعة من الشعوب يطلق عليها بشكل جماعي الحجاراي ( 66.18 ٪).
هادجاراي هو مصطلح عربي يضم العديد من المجموعات المنفصلة داخل قيرا. تتحدث مجموعات هاجيراي العرقية هذه مجموعة متنوعة من لغات شرق تشاد B ولغات الباكرمي ولغات بوا، بما في ذلك:
- بارين
- بيديو
- بولغو
- دانقاليا
- كينجا
- ميغاما
- موغوم
- سوكورو

تشمل المجموعات الأخرى في الإقليم:
- بيرجيت
- دار دجو دجو
- ديسا
- فانيا
- مجموعات Gula مثل Bon Gula و Zan Gula
- جايا
- Jonkor Bourmataguil
- كوكي
- مابير
- ماوا
- موبي
- موكولو
- نابا
- سابا
- تمكي
- يوبي
- زيرانكل